# Kapuzen-Ameisenwürger
Der Kapuzen-Ameisenwürger (Thamnophilus bridgesi) zählt innerhalb der Familie der Ameisenvögel (Thamnophilidae) zur Gattung Thamnophilus. Der lateinische Artzusatz bezieht sich auf den US-amerikanischen Botaniker und Zoologen Thomas Charles Bridges (1822–1865).
Die Art kommt in Costa Rica und in Panama vor. Das Verbreitungsgebiet umfasst tropischen oder subtropischen feuchten Tieflandwald, Mangrovenwälder, Galeriewald  und ehemals baumbestandene Flächen gelegentlich bis 1100 m Höhe.

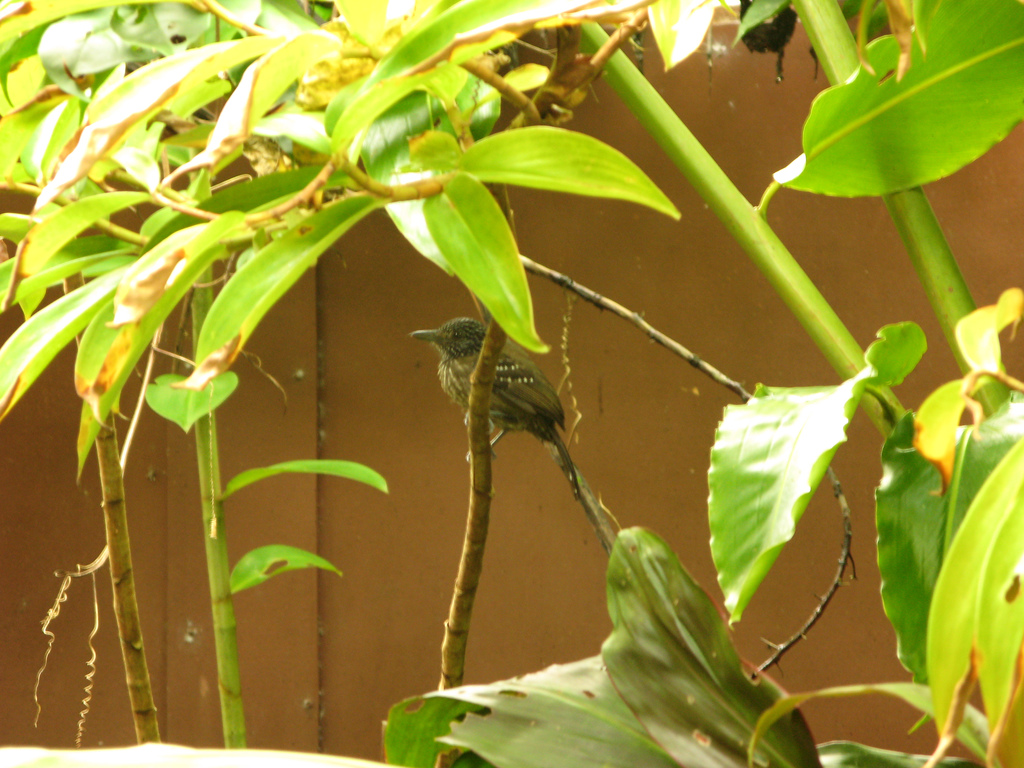
Weibchen

## Merkmale
Die Art ist 16 cm groß und wiegt zwischen 26 und 27 g. Das Männchen ist schwarz mit Ausnahme eines weißen Interskapularflecks, kleinen weißen Punkten auf den Flügeldecken, weißen Spitzen der äußeren Schwanzfedern und einer dunkelgrauen Bürzelregion. Es unterscheidet sich von den anderen überwiegend schwarzen Vögeln durch den mächtigen schwarzen hakenförmigen Schnabel und die kleinen weißen Flecken auf den Schulterfedern. Die Unterseite ist blass- bis hellgrau. Der kleinere Nördliche Trauerameisenfänger (Cercomacra nigricans) hat  charakteristische weiße Flecken auf den Schwanzfedern.
Beim Weibchen sind Stirn, Kappe und Kopfseiten schwärzlich-grau, die Oberseite, Flügel und Schwanz sind dunkel graubraun. Die vorderen Schulterfedern haben weiße Ränder, die Flügeldecken weiße Punkte. Die Unterseite ist olivfarben, zur Brust hin dunkler. Die ausgeprägte weiße Strichelung auf Kopf und Brust ist ein charakteristisches Unterscheidungsmerkmal.
Jungvögel sehen den Weibchen ähnlich, sind aber brauner mit größeren Flecken.
Die Art ist monotypisch.

## Stimme
Der Ruf wird als schneller werdende Folge von harschen „ehnk“ Tönen, auf ein scharfes „har!“ endend sowie als abfallendes „kow-kow-kow-kow“ beschrieben.

## Lebensweise
Die Nahrung besteht aus Insekten, die bodennah bis 15 m gesucht werden.
Die Brutzeit liegt in Costa Rica zwischen Februar und September. Das Nest ist eine offene, mit Spinnweben fixierte Schale, häufig mit Moos ausgelegt und hängt an einem horizontalen Ast in 0,5 bis 3,5 m Höhe. Das Gelege besteht aus 2 grauweißen Eiern mit hellbraunen und blasslilanen Färbungen. Tagsüber brüten beide Elternvögel, nachts nur das Weibchen. Nach 14 Tagen schlüpfen die Küken, die von beiden Altvögeln gefüttert werden.

## Gefährdungssituation
Der Bestand gilt nicht gefährdet (least concerned).